# Васильев, Сергей Дмитриевич (краевед)
Сергей Дмитриевич Васильев (8 мая 1908, Москва — 28 октября 1982) — краевед, сотрудник Переславского музея, Музея истории Москвы, автор книг и статей по Золотому Кольцу.

## Биография
Сергей Дмитриевич Васильев родился 8 мая 1908 года в Москве в дворянской семье. Дворянство получил его дедушка Н. П. Малинин в 1892 году за заслуги перед Отечеством за просветительскую деятельность. Жил в Москве, в Большом Демидовском переулке, доме № 6, на против дома Павла Васильевича Щапова. Учился в Промышленно-экономическом техникуме, потом в Педагогическом техникуме на отделении политпросвещения.

В 1926 году Васильев впервые приехал в Переславль и, вернувшись, привёз небольшой альбом с зарисовками переславской старины. Здесь он познакомился с семьёй Былининых, а потом и женился на Наталье Георгиевне Былининой — сестре Бориса Георгиевича Былинина, музыканта и постановщика переславской любительской оперы. В это же время он подружился с заместителем директора Переславского музея К. И. Ивановым, знакомится с писателем М. М. Пришвиным, художником А. М. Васнецовым и издателем В. Г. Чертковым — близким другом Л. Н. Толстого.

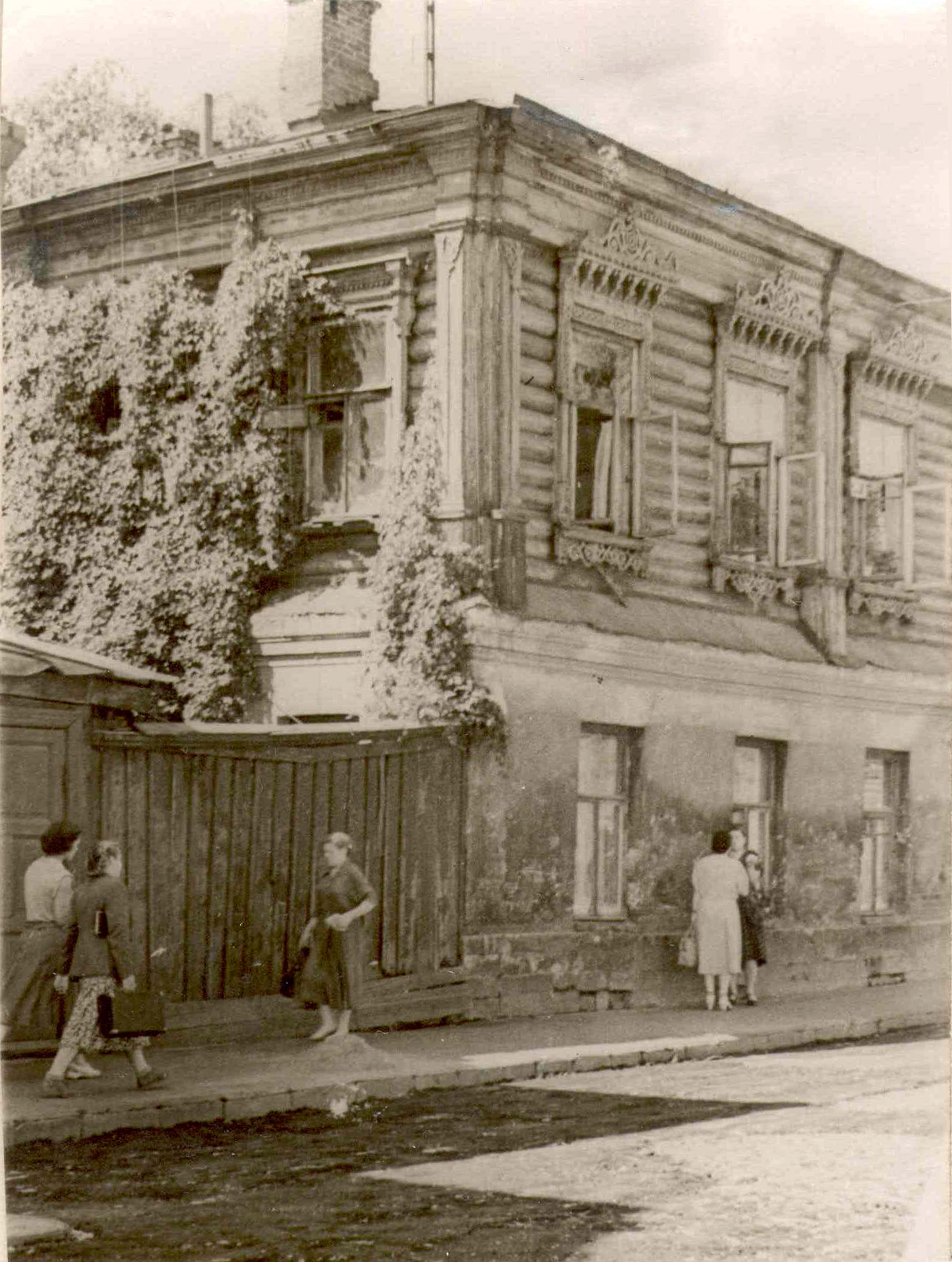
Большой Демидовский переулок, дом № 6

По комсомольской путевке в 1929 году поехал на лесозаготовки в Архангельскую область. Во время пребывания в Архангельской области изучал быт местного населения, делал зарисовки пейзажей. Дневники и большая часть рисунков о его пребывании в Архангельской области не сохранились. В 60-х годах он описал свою поездку на Север в своих воспоминаниях (неизданные).
В Москву вернулся в июне 1930 года. В июле поступил работать в трест «Мосспецстрой». На этот момент в тресте вскрылась крупная недостача и в сентябре Васильев обвинен в растрате и осужден к трем годам исправительных работ на строительстве Беломоро-Балтийского канала (существует другая версия: Сталину требовалась бесплатная рабочая сила. На предприятия спускалась секретная директива: осудить такое-то количество физически крепких работников). В итоге 22 летний «новенький» бухгалтер два года провел на строительстве Беломоро-Балтийского канала, как бесплатная рабочая сила, после чего был досрочно освобождён.
После освобождения направляется жить какое-то время в Переславль.
В 1937 году на него был донос в НКВД о его дворянском происхождении. На допросе он ответил, что Ленин тоже был дворянином, после чего от него отстали. Но на всякий случай «от греха подальше» уехал из Москвы в г. Рыбинск на всесоюзную стройку «Рыбинского гидроузла», в качестве вольнонаёмного работал бухгалтером с 1938 по 1941 год.
В Красную Армию в 1942 году он был призван как работник бухгалтерии.
В годы Великой Отечественной войны Сергей Дмитриевич находился на фронте в составе 185 отдельной роте химзащиты 203 стрелковой дивизии. Одновременно был добровольцем в отделе разведки армии. Часто ходил за линию фронта. За успешную операцию в тылу врага в 1945 году был награждён орденом «Красная Звезда». Участвовал в освобождении Румынии, Венгрии, Чехии. После победы над Гитлеровской Германией походом через горы Большого Хингана принимал участие в освобождении Китая от японских захватчиков.

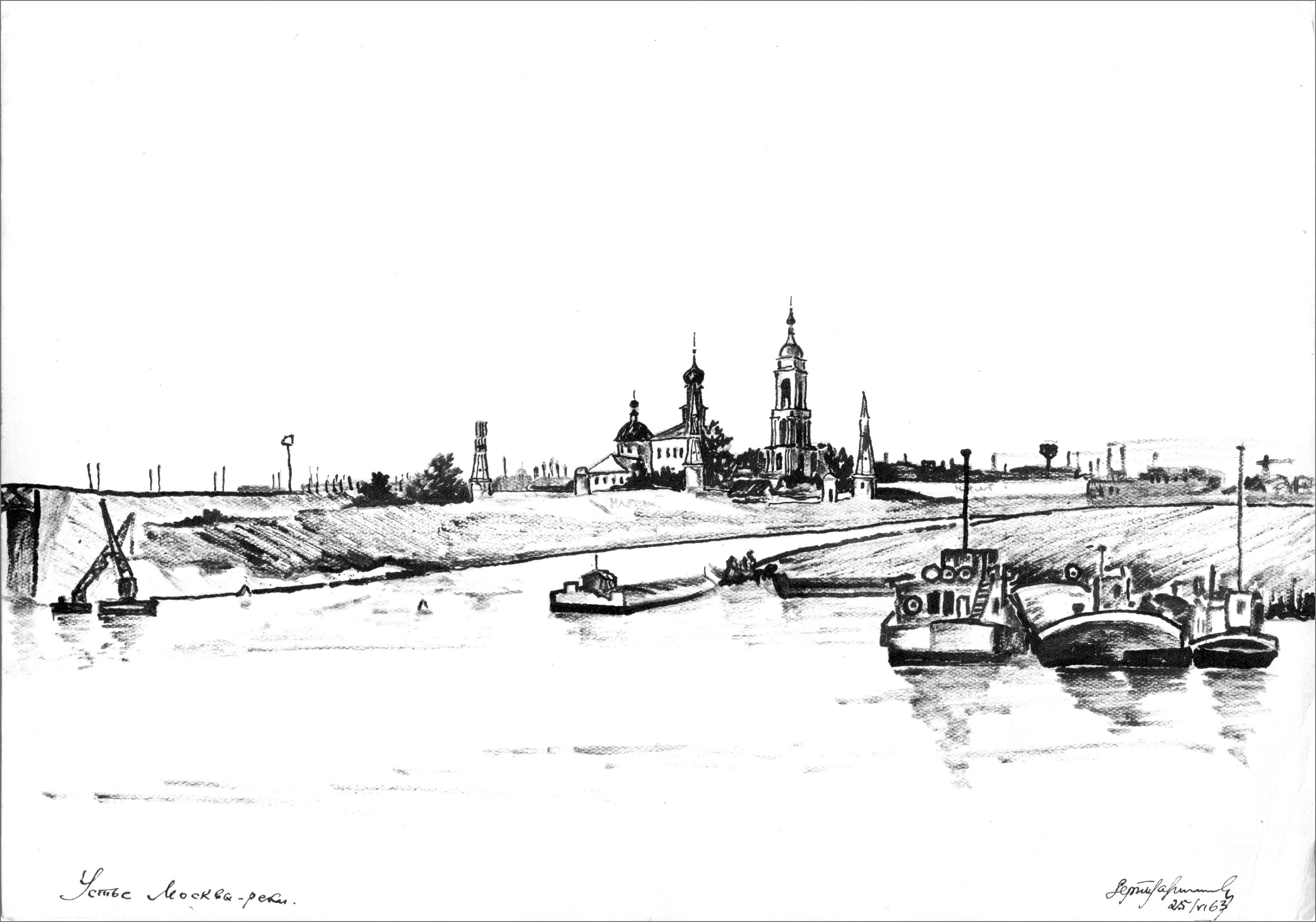
Рис. 1

После войны написал историю дивизии в 3- книгах (неизданная).
С 1959 года член ученого совета Музея истории Москвы.
В 1959 году заканчивает работу над воспоминаниями "Повести о прошлом". Первая и вторая книги изданы под названием "История московской семьи двух веков" в 2022 году.
В начале 60-х годов, как член шефской комиссии Музея истории Москвы, Сергей Дмитриевич читает лекции туристам и матросам во время плавания на туристических пароходах Московского речного пароходства. Плавание происходило по рекам Ока, Волга и Кама. Во время плавания делает зарисовки пейзажей (некоторые представлены на рис.1 и рис. 2). Вообще Сергей Дмитриевич делал рисунки всего, что ему нравилось на протяжении всей жизни.
С 15 мая 1961 года — член учёного совета Переславского музея-заповедника. Активно участвовал в научных экспедициях музея.

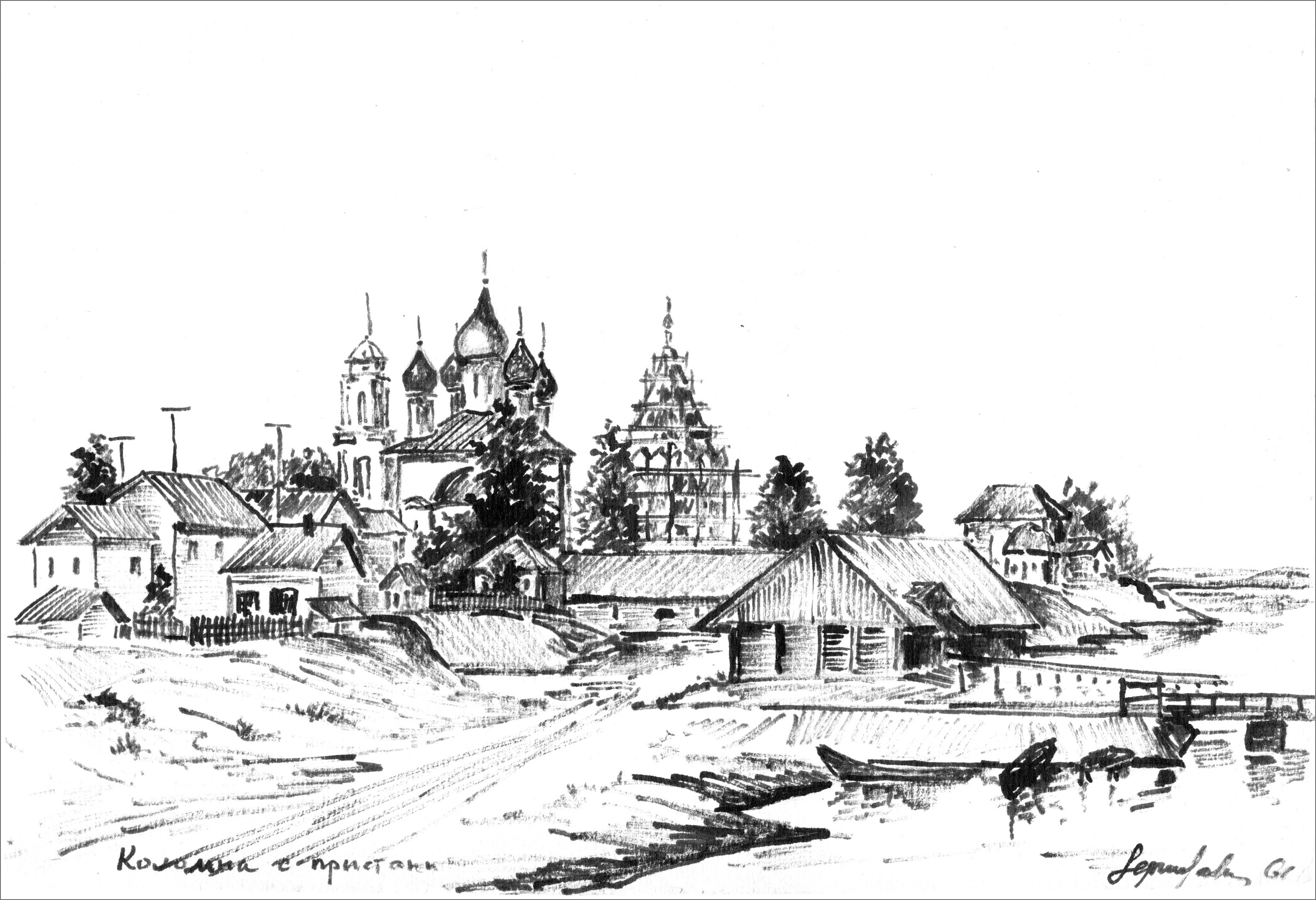
Рис. 2

В 1961 году выступает на 2 научной конференции московских областных краеведов-учителей (27—29 марта), а 3—5 апреля на сессии Советского комитета Международного Совета музеев.
Лектор общества «Знание».
С 1962 года является членом комиссии Моссовета по охране памятников истории.
С 1963 года является членом Ученого Совета музея-панорамы «Бородинская битва».
В 1970 году после инсульта парализовало его правую руку и правую ногу, но он понемногу восстановился. Инсульт нисколько не помешал его краеведческой работе.
В октябре 1982 года Сергей Дмитриевич умер.

## Краеведение

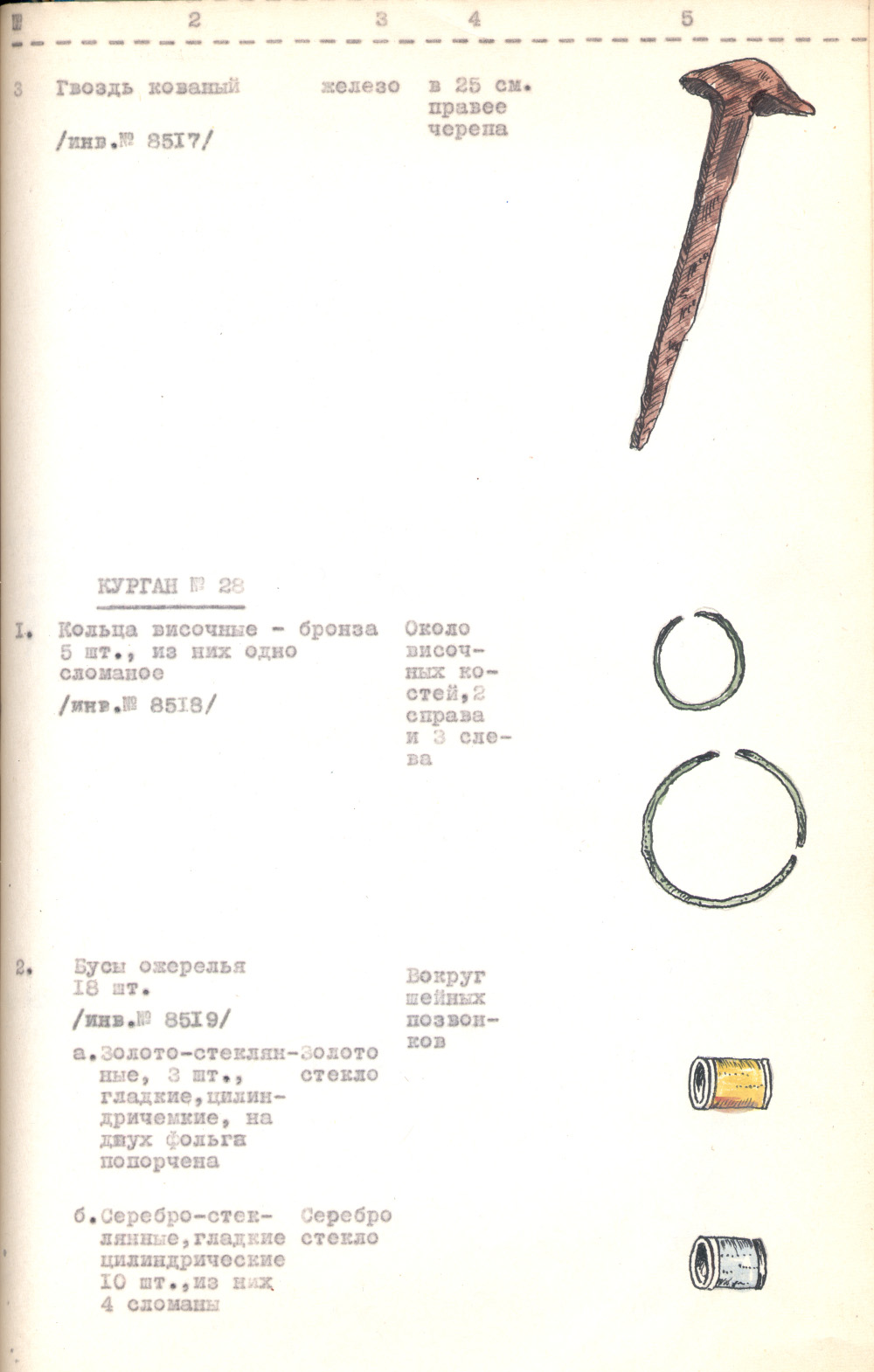
Лист из описи артефактов во время раскопок

С 1925 года участвует в работе общества «Старая Москва». На то время председателями общества были А. М. Васнецов и Петр Николаевич Миллер. По поручению общества, ведет наблюдения за земляными работами на Сапожковской площади, где находились захоронения вплоть до XV века.
В 1925 году от имени общества «Старая Москва» выступает на заседании общества «Старый Петербург».
В 1928 году Сергей Дмитриевич впервые принимает участие в археологических раскопках, которые проводил директор Переславского музея Михаил Иванович Смирнов. В дальнейшем Сергей Дмитриевич всю жизнь принимал активное участие в раскопках, проводимых Переславским музеем, ведя подробную опись найденных археологических находок.
Изучает историю архитектуры Переславля-Залесского, воссоздает планы города в различные века начиная с 1756 года.
Начиная с 1951 года переславская газета «Коммунар» даёт его статьи об улицах города, о фенологии, о быте местного населения, о борьбе с религиозными заблуждениями. Его статьи в газете выходят на протяжении тридцати лет. Занимается библиографией и каталогизацией Переславского края.
Как экскурсовод Сергей Дмитриевич (одновременно работая и Переславле) работал в Московском городском экскурсионном бюро по «Золотому кольцу» (автобусные экскурсии). Туристы обожали его рассказы. Также он водил экскурсии для руководителей Болгарии, Венгрии, Чехословакии, Польши, других социалистических государств членов Советского правительства.
Автор тематических планов для выставок Переславского музея.
В 1957 году участвует в разработке тематико-экспозиционных планов «Переславский край в период феодальной раздробленности» и «Переславский край в период образования русского национального государства».
В 1958 году С. Д. Васильев выпускает книгу «По древним русским городам»
В 1960 году С. Д. Васильев и К. И. Иванов написали сценарий документального кинофильма «Переславль-Залесский». Фильм снимала переславская студия кинолюбителей, работавшая при фабрике киноплёнки (Рэм Александрович Юстинов и Николай Матвеевич Ширшин). 13 декабря 1960 года Васильев выступал с нею по телевидению. Планировалось также продолжение фильма — вторая и третья серии. Фильм получил диплом и премию Министерства культуры РСФСР (II Всероссийский смотр любительских кинофильмов, проходивший в ноябре 1960 года в Ленинграде) и почётный диплом на международном смотре в Белграде в мае 1961 года.
В 1963 году пишет тематико-экспозиционный план «Быт переславских помещиков XIX века».
Васильев стоял у истоков ленинского музея в Горках Переславских. Он разыскал материалы для музея, записал воспоминания И. А. Ганшина — участника событий. Вместе с К. И. Ивановым подготовил книгу о подпольном издании ленинского труда «Что такое „друзья народа“ и как они воюют против социал-демократов?». Книга широко известна среди переславских краеведов и ждёт своего издателя.
Участвовал в становлении Московского музея-панорамы «Бородинская битва» и создании там же экспозиции «Домик в Филях».
Участвовал в создании раздела, посвященного Ф. И. Шаляпину в Переславском музее.
В 1966 году консультант выставки «Русская архитектура в произведениях московских художников» в Манеже.
В семидесятых пишет длинные циклы статей для переславской газеты «Коммунар».
В 1972 году Васильев участвовал в редактировании книги об истории Переславль-Залесской городской партийной организации. Книга ждёт своего издателя.
Интересы Васильева не замыкались на Переславщине: известно, что он занимался селениями Судогодского, Селивановского и Муромского районов Владимирской области, разбирая историю конкретных сёл и деревень.